# ハルマ和解
『ハルマ和解』（ハルマわげ、波留麻和解または法留麻和解）は、日本最初の蘭和辞典。江戸時代の寛政8年（1796年）、蘭学者の稲村三伯、宇田川玄随、岡田甫説らによって編纂された。ドゥーフ・ハルマと区別して江戸ハルマ（えどハルマ）とも。

## 概要
蘭学の勃興により、蘭和辞典が求められた。長崎通詞の西善三郎はピエール・マーリン（Pierre Marin）による『蘭仏・仏蘭大辞典』をもとに蘭日辞典編纂に着手したが、編纂作業中に死去し、未完成に終わった。膨大なオランダ語の単語をABC順に並べる作業に、多大な労力が必要だったのである。
次に大槻玄沢門下の稲村三伯が蘭和辞典の編纂活動を開始した。稲村三伯は、長崎通詞の石井恒右衛門を紹介され、オランダ人フランソワ・ハルマの『蘭仏辞書』（1729年）の日本語訳を作る要領で蘭日辞典編纂に取り組んだ。この事で膨大なオランダ語の単語をABC順に並べる手間が、そっくり回避できたのである。稲村三伯の他、同じ大槻玄沢門下の宇田川玄随、宇田川玄真、岡田甫説が参加した。
編纂事業は寛政8年（1796年）に終わり、『ハルマ和解（波留麻和解）』として完成を見た。その後、寛政10年（1798年）から寛政11年（1799年）にかけて刊行された。刊行部数は30。
刊行にあたって、オランダ語部分は活版印刷が行われ、日本語部分は毛筆による縦書きで書写した。
従来は道教において用いられてきた「自然」という言葉を現在の意味で初めて用いるなど、西洋文明と近代文明受容の過程において日本語自体、ひいては日本人の意識を変える原動力となったと評される。
稲村三伯の弟子の藤林普山は『ハルマ和解』の収録語から約3万語を選び、文化7年（1810年）に簡略版『訳鍵（やくけん）』を刊行した。